# Maidstone United
Maidstone United (offiziell: Maidstone United Football Club) – auch bekannt als The Stones, The Old Maiden und Invicta – ist ein englischer Fußballverein aus Maidstone, Kent, welcher aktuell in der National League South, der sechsthöchsten Liga in England, spielt. Die Spielstätte des Vereins ist das 3.535 Plätze fassende Homelands.

## Geschichte
Der derzeitige Club ist eine Fortsetzung des gleichnamigen Vereins von 1897, der von 1989 bis 1992 Mitglied der Football League war und diese nach dem finanziellen Ruin verlassen musste.
Größte Erfolge des Nachfolgevereins waren der Gewinn der Kent League in den Jahren 2002 und 2006.
Im FA Cup 2023/24 erreichte Maidstone die fünfte Runde, nachdem man als Sechstligist bei Ipswich Town, das zu dem Zeitpunkt zweiklassig war, 2:1 gewonnen hatte.

## Bekannte Spieler
- Mark Corneille
- Ian Cox
- Kelvin Jack
- Chris Smalling